# Booker T (canción)
«Booker T» es una canción del cantante puertorriqueño Bad Bunny. Fue lanzado el 2 de enero de 2021 y distribuido por Rimas Entertainment, como el tercer sencillo de su tercer álbum de estudio en solitario El último tour del mundo. Ganó un Premio Grammy Latino a la mejor canción de Rap/Hip Hop en la 22.ª entrega anual de los Premios Grammy Latinos.

## Video musical
El video musical fue dirigido por Stillz, muestra a Bad Bunny con la aparición del luchador de la WWE Booker T, dentro de un tráiler, en referencia a la portada del álbum. El video musical tiene más de 100 millones de visitas en YouTube.

## Espectáculos en vivo
La canción tuvo su primera actuación en la WWE durante el Royal Rumble en 2021. Booker T también apareció en esa actuación imitando el video musical.

## Apariciones
- Esta canción forma parte de la banda sonora del videojuego de WWE 2K22.

## Posicionamiento en listas
| Lista (2020)                       | Mejor posición |
| ---------------------------------- | -------------- |
| Global 200 (Billboard)             | 45             |
| Nicaragua (Monitor Latino)         | 8              |
| España (Top 100 Canciones)         | 13             |
| Estados Unidos (Billboard Hot 100) | 78             |
| Estados Unidos (Hot Latin Songs)   | 8              |